# Ohrfistel
Die Ohrfistel, auch präaurikulärer Sinus, gehört wie die Ohrzyste und das Ohranhängsel („überzählige Ohrmuschel“) zu den Überschussfehlbildungen, die in der Embryonalentwicklung durch Keimversprengungen an der Grenze von erstem und zweitem Kiemenbogen entstehen.
Die familiär gehäuft auftretende Erkrankung ist in seltenen Fällen mit einer Mittelohrfehlbildung und/oder Innenohrschwerhörigkeit verbunden, wie zum Beispiel beim extrem seltenen Fourman-Fourman-Syndrom.

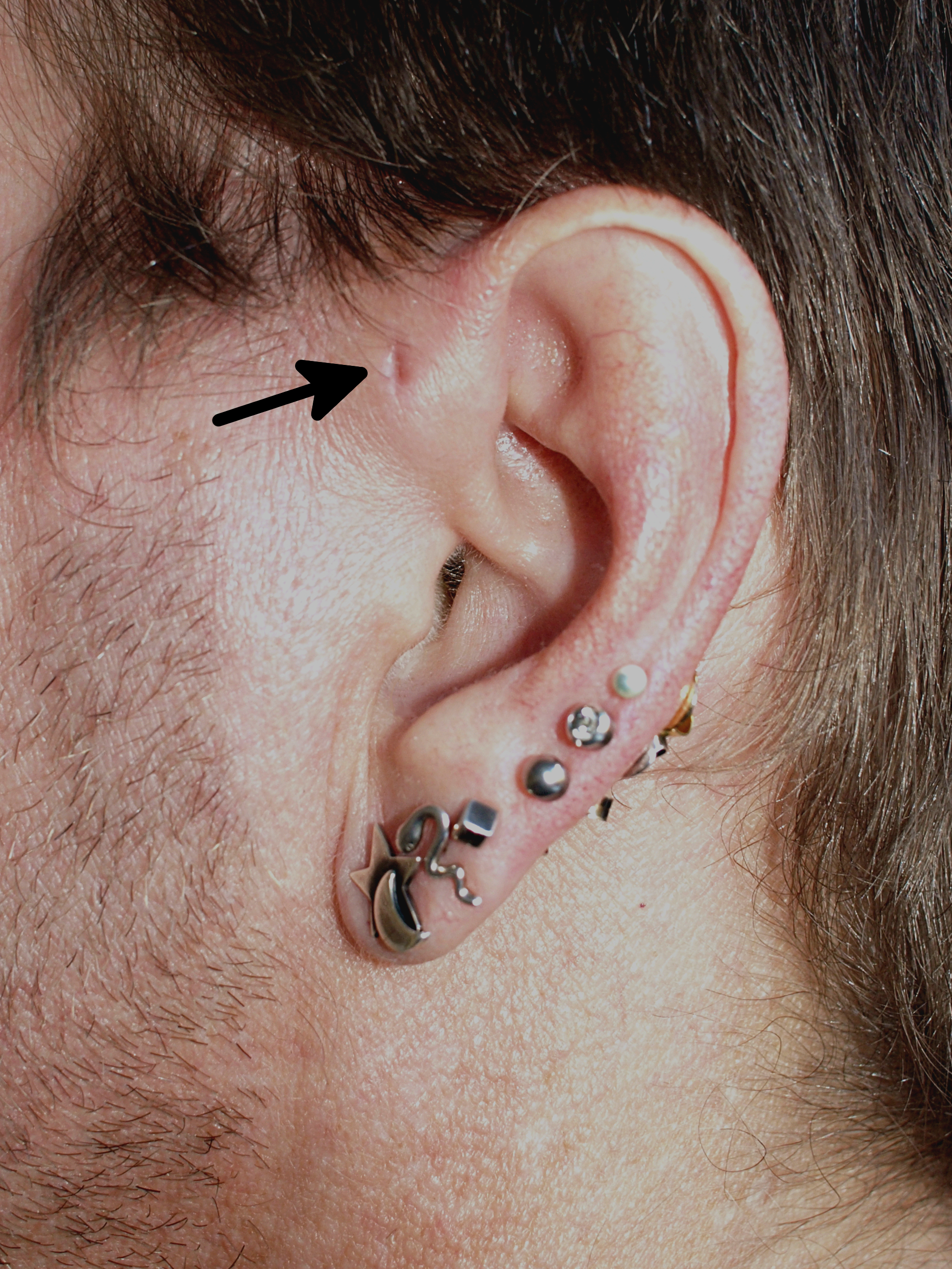
Ohrfistel am oberen Ohrmuschelansatz

## Einteilung
- Typ-I-Ohrfisteln enthalten Hautepithel, enden meist blind und können als „doppelter Gehörgang“ angesehen werden.
- Typ-II-Ohrfisteln enthalten neben Hautepithel auch mesenchymale Gewebeanteile wie zum Beispiel Ohrknorpel.

## Ursache
Ohrfisteln werden durch eine Fehlbildung während der Embryonalentwicklung verursacht, die entweder spontan oder autosomal dominant vererbbar auftritt. Über 50 % sind einseitig, wobei es sich dann in der Regel um ein spontanes Auftreten handelt. Bei beidseitigem Vorkommen liegt eher die vererbte Variante vor, die autosomal dominant mit einer verminderten Expression (an die 85 %) ist. Nach heutiger Auffassung liegt die Entstehung in einer unvollkommenen Verschmelzung der sechs Aurikularhöcker, von denen je drei auf dem ersten und zweiten Kiemenbogen sitzen.  Chinesische Forscher haben die Erbvariante mit dem Genlocus 8q11.1–q13.3 in Verbindung gebracht.  Bei einseitigem Auftreten soll das rechte Ohr häufiger betroffen sein, Frauen häufiger als Männer. Die Inzidenz wird mit 0,1 % – 0,9 % (für die USA) angegeben; in Afrika soll es Inzidenzen von 4 % bis hin zu 10 % geben. Ohrfisteln sind manchmal mit Nierenanomalien assoziiert, In seltenen Fällen können sie mit dem Branchio-oto-renalen Syndrom und einer ganzen Reihe weiterer Syndrome assoziiert sein.

## Therapie
Eine Ohrfistel sollte operativ entfernt werden, wenn sie zu chronischen Entzündungen oder zu lästiger Sekretion der Ohrmuschelumgebung führt. Bei Kindern kann durchaus das Erwachsenenalter abgewartet werden. Einige Fisteln münden vor dem Ohr, meist am oberen Ohrmuschelansatz, andere hinter dem Ohr. Zur Vorbereitung der Operation werden sie oft mit Farbstoffen wie Methylenblau angefärbt. Typ-II-Ohrfisteln können einen komplizierten Verlauf in unmittelbarer Beziehung zur Ohrspeicheldrüse und zum Gesichtsnerven haben, so dass eine Operation schwierig und anspruchsvoll sein kann. Es ist wichtig, bei dem Eingriff die Fistel oder Zyste unbedingt komplett zu  entfernen, weil es sonst zu einem Rezidiv kommen kann.